# ウォンメルヘム
ウォンメルヘム（オランダ語: Wommelgem [ˈʋɔməlɣɛm]）は、ベルギーのアントウェルペン州に位置する基礎自治体。ウォンメルヘム町のみで構成される。2006年1月1日時点で人口は1万2126人、総面積は13.01平方キロ、人口密度は932人/平方キロである。
アルベール運河経済圏内にある。